# Pendikspor
Pendikspor (tur. Pendik Spor Kulübü) – turecki klub piłkarski, mający siedzibę w dzielnicy Pendik miasta Stambuł, w północno-zachodniej części kraju, grający w rozgrywkach TFF 1. Lig.

## Historia
Chronologia nazw:
- 1950: Pendikspor (tur. Pendik Spor Kulübü)

Klub piłkarski Pendikspor został założony w Stambule w 1950 roku, chociaż jego historia sięga 1927 roku (funkcjonował bez podlegania oficjalnym procedurom). Do sezonu 1982/83 zespół rywalizował w ligach amatorskich w Stambule. Wraz z utworzeniem trzeciej lidze w 1984 roku klub uzyskał status zawodowy i pozostał w trzeciej lidze aż do sezonu 1992/93. Po spadku do ligi amatorskiej w tym sezonie, w następnym roku zespół powrócił do trzeciej ligi. W sezonie 1997/98 klub został mistrzem trzeciej ligi i awansował do drugiej ligi. Zespół występował w drugiej lidze przez dwa sezony, po czym w sezonie 1999/2000 spadł do trzeciej ligi. W 2001 w związku z wprowadzeniem Süper Lig poziom ligi został obniżony do czwartego stopnia. W sezonie 2003/04 zwyciężył w grupie 3 3. Lig (D4) i powrócił do trzeciej ligi. W sezonie 2005/06 zespół zajął najpierw trzecie miejsce w grupie 1 2. Futbol Ligi B Kategorisi, a potem w playoff dotarł do finału, pokonując po drodze kluby Alanyaspor (1/8 f), Siirtspor (1/4 f), Boluspor (1/2 f), jednak w finale przegrał 0:3 z Eskişehirspor. Po zakończeniu sezonu 2007/08 zajął najpierw drugie miejsce w grupie 3, ale potem w grupie promocji (tur. Yükselme Grubu) został sklasyfikowany na ostatniej 10.pozycji. W sezonie 2014/15 drugie miejsce w grupie Białej i awansował do playoff, ale po pokonaniu Menemen Belediyespor w ćwierćfinale, przegrał z 1461 Trabzon w półfinale. Dopiero w sezonie 2021/22 zwyciężył w grupie Białej i otrzymał promocję do 1. Lig (D2). W następnym sezonie 2022/23 zajął trzecie miejsce i po wygraniu w playoff z Bodrumspor zdobył historyczny awans do Süper Lig.

## Barwy klubowe, strój, herb, hymn
|  |  |

Klub ma barwy czerwono-białe. Zawodnicy domowe spotkania zazwyczaj grają białych koszulkach, białych spodenkach oraz białych getrach.

## Sukcesy

### Trofea międzynarodowe
Nie uczestniczył w rozgrywkach europejskich (stan na 31-05-2023).

### Trofea krajowe
| \| \| Zdobyte trofea w rozgrywkach Turcji (stan na: 31-05-2023) \| |                                                           |      |           |
| Rozgrywki                                                          | Osiągnięcie                                               | Razy | Sezon(y)  |
| · Mistrzostwo                                                      | I miejsce                                                 | 0    |           |
| · Mistrzostwo                                                      | II miejsce                                                | 0    |           |
| · Mistrzostwo                                                      | III miejsce                                               | 0    |           |
| · Mistrzostwo                                                      | ?.miejsce                                                 | 1    | 2023/24   |
| Puchar                                                             | zdobywca                                                  | 0    |           |
| Puchar                                                             | finalista                                                 | 0    |           |
| Puchar                                                             | 1/8 finału                                                | 1    | 1999/2000 |
| II liga                                                            | I miejsce                                                 | 0    |           |
| II liga                                                            | II miejsce                                                | 0    |           |
| II liga                                                            | III miejsce                                               | 1    | 2022/23   |
| Turcja                                                             | Zdobyte trofea w rozgrywkach Turcji (stan na: 31-05-2023) |      |           |

- 3. Futbol Ligi / 2. Lig (D3):
  - mistrz (2x): 1997/98, 2021/22
  - wicemistrz (2x): 1995/96, 2014/15
  - 3.miejsce (2x): 1984/85, 2005/06

- 3. Lig (D4):
  - mistrz (1x): 2003/04

## Poszczególne sezony

### Rozgrywki międzynarodowe

#### Europejskie puchary
Nie uczestniczył w rozgrywkach europejskich.

### Rozgrywki krajowe
| \| Turcja \| Bilans występów klubu w rozgrywkach piłkarskich Turcji (Stan na 31 maja 2023 r.) \| \| |                                                                                  |        |       |   |   |   |    |    |     |                                          |        |        |      |
| Poziom                                                                                              | Rozgrywki                                                                        | Sezony | Mecze | Z | R | P | B+ | B– | Pkt | Lata                                     | Awanse | Spadki | Naj. |
| I                                                                                                   | Millî Lig / TFF 1. Lig / Süper Lig:                                              | 1      |       |   |   |   |    |    |     | od 2023                                  | 0      | 0      | ?    |
| II                                                                                                  | 2. Futbol Ligi / 2. Futbol Ligi A Kategorisi / TFF 1. Lig                        | 3      |       |   |   |   |    |    |     | 1998–2000, 2022/23                       | 1      | 1      | 3    |
| III                                                                                                 | 3. Futbol Ligi / 2. Futbol Ligi B Kategorisi / TFF 2. Lig                        | 32     |       |   |   |   |    |    |     | 1984–1993, 1994–1998, 2000/01, 2004–2022 | 2      | 2      | 1    |
| IV                                                                                                  | Amatör Lig / 3. Futbol Ligi / TFF 3. Lig                                         | 38     |       |   |   |   |    |    |     | 1950–1984, 1993/94, 2001–2004            | 3      | 0      | 1    |
| | Puchar Turcji                                                                    | 16     |       |   |   |   |    |    |     | od 1985/86                               | 0      | 0      | 1/8  |
| Turcja                                                                                              | Bilans występów klubu w rozgrywkach piłkarskich Turcji (Stan na 31 maja 2023 r.) |        |       |   |   |   |    |    |     |                                          |        |        |      |

## Piłkarze, trenerzy, prezydenci i właściciele klubu

### Piłkarze

#### Aktualny skład zespołu
Stan na15 września 2023
| Nr | Poz. | Piłkarz                         |
| -- | ---- | ------------------------------- |
| 1  | BR   | Erdem Canpolat                  |
| 3  | OB   | Emre Taşdemir                   |
| 4  | PO   | Josip Vuković                   |
| 6  | OB   | Nuno Sequeira                   |
| 7  | NA   | Leandro Kappel                  |
| 8  | PO   | Endri Çekiçi                    |
| 9  | NA   | Görkem Bitin                    |
| 10 | PO   | Óscar Romero                    |
| 11 | NA   | Halil Akbunar (wyp. z Eyüpspor) |
| 13 | OB   | Murat Akça                      |
| 14 | OB   | Joher Rassoul (wyp. z Eyüpspor) |
| 15 | PO   | Aias Aosman                     |
| 18 | PO   | Fredrik Midtsjø                 |
| 20 | OB   | Berkay Sülüngöz                 |

| Nr | Poz. | Piłkarz                            |
| -- | ---- | ---------------------------------- |
| 21 | NA   | Abdoulay Diaby                     |
| 22 | OB   | Erdem Özgenç (kapitan)             |
| 23 | OB   | Welinton                           |
| 24 | PO   | İbrahim Akdağ                      |
| 34 | NA   | Thuram                             |
| 35 | BR   | Burak Ögür                         |
| 58 | PO   | Gökcan Kaya                        |
| 61 | OB   | Serkan Asan (wyp. z Trabzonspor)   |
| 66 | PO   | Arnaud Lusamba (wyp. z Alanyaspor) |
| 76 | BR   | Murat Akşit                        |
| 90 | NA   | Emeka Friday Eze                   |
| 99 | NA   | Erencan Yardımcı (wyp. z Eyüpspor) |
|    | OB   | Alpaslan Öztürk                    |
|    | NA   | Ahmed Hassan                       |

### Trenerzy
- 1994-1995: Kamil Erdem
- 1997-1998: Turgut Kafkas
- 1998-1999: Recai Çaloğlu
- 1999-2000: Kamil Erdem
- 2000-2001: Korhan Koroğlu

...
- 2002-2003: Maksut Ünlü

...
- 2008-2009: Özcan Bizati
- 2009-2010: Sinan Yücer
- 2010-2011: Abdülkerim Durmaz

...
- 2012-2013: Erdal Alpaslan
- 2014-2015: Ahmet Yıldırım
- 2015-2016: Şaban Yıldırım
- 2017: Ahmet Taşyürek
- 2017-2018: Fikret Akdemir
- 2018-2019: Sinan Yücer
- 2020: Gürkan Kocabıyık
- 2020-2021: Hüseyin Kalpar
- 2021: Şaban Yıldırım
- 2021: Levent Devrim
- od 2022: Osman Özköylü

## Struktura klubu

### Stadion
Klub piłkarski rozgrywa swoje mecze domowe na stadionie Pendik Stadyumu w Stambule, który może pomieścić 2.500 widzów.

### Derby
- Beşiktaş JK
- Fatih Karagümrük SK
- Fenerbahçe SK
- Galatasaray SK
- İstanbul Başakşehir
- İstanbulspor A.Ş.
- Kasımpaşa SK